# Équipe du Ghana féminine de handball
Dernière mise à jour : 13 mars 2021.
L'équipe du Ghana féminine de handball est la sélection nationale représentant le Ghana dans les compétitions internationales de handball féminin.

## Parcours
Championnats d'Afrique des nations
- 1985 – 9e